# The Killer Shrews
Pour plus de détails, voir Fiche technique et Distribution.
The Killer Shrews est un film d'horreur et de science-fiction américain, en noir et blanc, réalisé par Ray Kellogg et sorti en 1959.
Film de série Z, une suite a été donnée en 2012, intitulée Return of the Killer Shrews

## Synopsis
Plusieurs personnes se retrouvent bloqués sur une île à cause d'une tempête. Sur cette île, un scientifique mène des expériences visant à réduire par deux la taille moyenne des êtres humains. Selon lui, cela résoudrait tous les problèmes futurs liés à la surpopulation. Malheureusement, les expériences qu'il a menées sur des musaraignes ont conduit à des résultats contraires : les musaraignes ont atteint la taille de chiens et sont devenues très agressives.

## Fiche technique
Source IMDb
- Titre : The Killer Shrews
- Titre original : The Killer Shrews
- Réalisation : Ray Kellogg
- Scénario : Jay Simms
- Musique : Harry Bluestone, Emil Cadkin
- Directeur de la photographie : Wilfred M. Cline
- Montage : Aaron Stell
- Décors : Louise Caldwell
- Production : Ken Curtis, Gordon McLendon (en), Hollywood Pictures Corporation
- Pays de production :  États-Unis
- Genre : Science-fiction, Horreur
- Durée : 69 minutes
- Dates de sortie :
  - États-Unis : 25 juin 1959
  - Allemagne de l'Ouest : 6 avril 1962

## Distribution

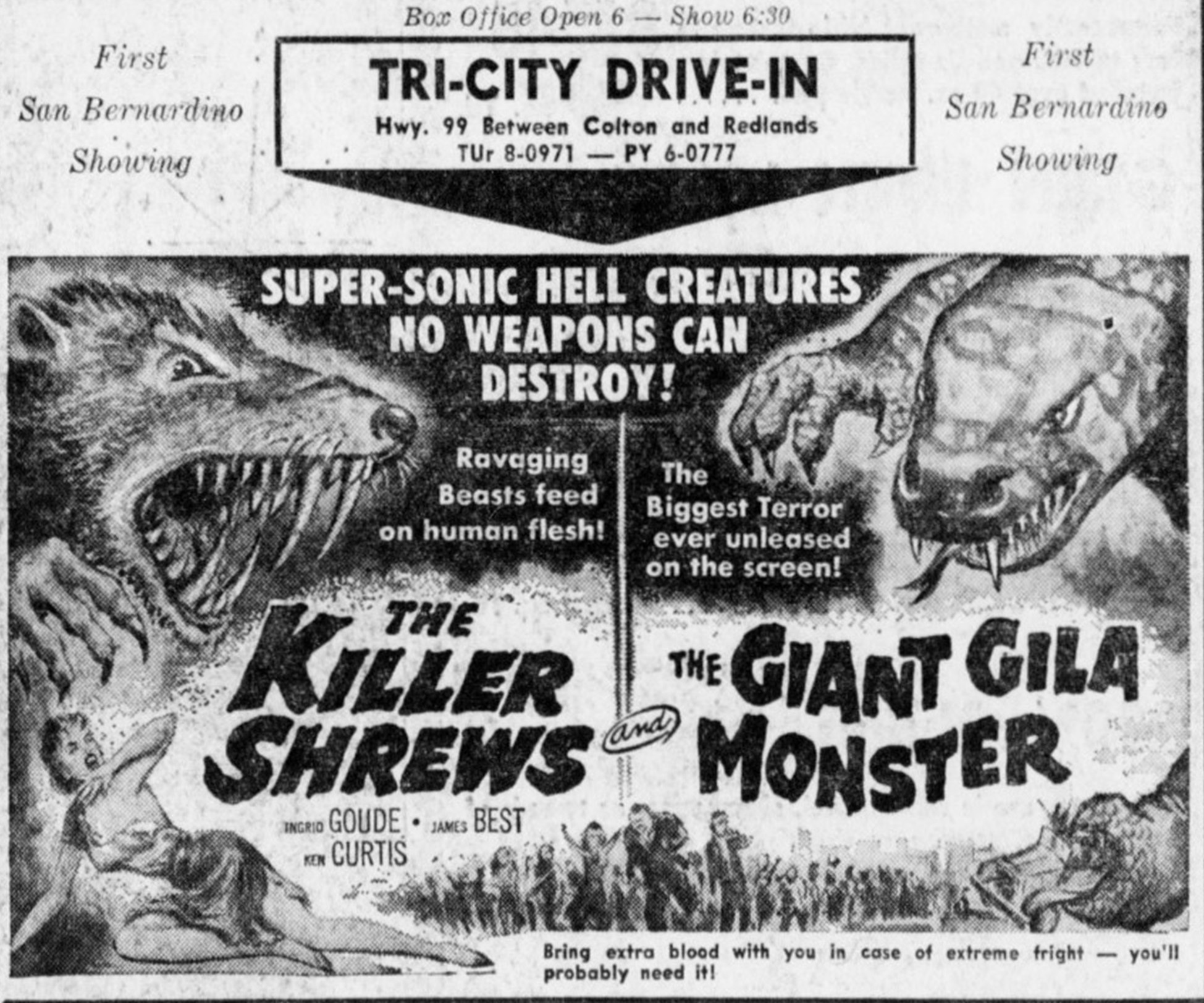
Publicité de 1959 d'un drive-in qui propose une double séance avec les deux films The Killer Shrews (littéralement : Les Musaraignes tueuses) et The Giant Gila Monster (littéralement : Le Monstre géant de Gila), ce dernier réalisé par la même équipe juste après The Killer Shrews.

Source IMDb
- James Best : Thorne Sherman
- Ingrid Goude (en) : Ann Cragis
- Ken Curtis : Jerry Farrel
- Gordon McLendon (en) : Dr. Radford Baines
- Baruch Lumet : Dr. Marlowe Cragis
- "Judge" Henry Dupree : Griswold
- Alfred DeSoto : Mario

## Autour du film
Il a connu un regain d'intérêt après avoir été satirisé dans un épisode de la quatrième saison de la série télévisée culte Mystery Science Theater 3000 et avoir fait partie du coffret de DVD Mystery Science Theater 3000 Collection 7 - 8, sorti en 2003[réf. souhaitée]. Il a aussi été utilisé dans la première saison de la série similaire This Movie Sucks! (en).
Film de série Z, une suite a été donnée en 2012, Return of the Killer Shrews, avec James Best, Bruce Davison, John Schneider et Rick Hurst (en).